# Kimchi
Kimchi is een traditioneel gerecht uit de Koreaanse keuken. Het bestaat uit gefermenteerde kool en groenten. Het woord kimchi wordt meestal vertaald met verzonken groente en verwijst naar de bereidingswijze, waarbij de groente wordt ingelegd.

## Geschiedenis
Kimchi bestaat reeds sinds de oudheid. Er zijn aanwijzingen dat het vervaardigen van kimchi 2600 tot 3000 jaar oud kan zijn. De eerste geschreven tekst over kimchi stamt uit het Chinese Boek der Liederen, Sikyeong (시경 詩經). In dit boek wordt kimchi ji genoemd, de term waarmee kimchi werd aangeduid voordat het bekend werd als “Chimchae”.

De oudste vorm van kimchi waren gezouten groenten, in de 12e eeuw begonnen de mensen andere specerijen toe te voegen aan het proces. Zo ontstonden verschillende soorten kimchi die varieerden in smaak en kleur.

Spaanse pepers, een belangrijk ingrediënt van de meeste kimchi, werden pas in de vroege 17e eeuw in Korea geïntroduceerd. Ze werden door westerse handelslui vanuit het pas ontdekte Amerikaanse continent in Oost-Azië ingevoerd.

Kimchi werd vroeger met name als wintergroente gebruikt en zorgde in dat seizoen voor de bevrediging van de vitamine C-behoefte. Het gebruik was dus vergelijkbaar met zuurkool.

## Soorten
Er bestaan meer dan honderd varianten van kimchi, maar in het algemeen wordt de variant met Chinese kool bedoeld. Andere ingrediënten zijn rammenas, lente-ui, knoflook, wijde alsem, sesam, gember, rijstpoeder en zout. Varianten van kimchi worden bereid met onder andere komkommer. Ook wordt meestal vis, zoals ansjovis, of andere zeevruchten, zoals inktvis, garnalen, oesters of mosselen verwerkt in de kimchi.

## Modern gebruik
Tegenwoordig is kimchi bij bijna elke Koreaanse maaltijd aanwezig als het bijgerecht banchan (반찬), waarbij kimchi in de zomer telkens opnieuw wordt bereid. Ook wordt kimchi gebruikt als ingrediënt voor andere gerechten, het bekendste daarvan is waarschijnlijk wel de kimchisoep (kimchi jjigae, 김치찌개).
In veel Koreaanse huishoudens vindt men een speciale kimchi-koelkast (김치냉장고) die speciaal is ontworpen om de verschillende soorten kimchi onder de juiste omstandigheden te kunnen bewaren. Het zorgt er tevens voor dat het fermentatieproces niet overslaat op de andere producten in de gewone koelkast.

### Gezondheid
Volgens het Amerikaanse tijdschrift Health.com behoort kimchi tot de vijf gezondste gerechten ter wereld, naast soja, olijfolie, yoghurt en linzen. Kimchi zit vol vitamines, zoals vitamine A, vitamine B en vitamine C. Daarnaast is het rijk aan vezels, calcium, en aan melkzuurbacteriën (voornamelijk van de geslachten Weiserella en Leuconostoc). Kimchi voorkomt gistinfecties en er wordt zelfs van beweerd dat het een voorkomende werking op kanker heeft, hoewel er ook studies bestaan die het tegendeel beweren. Zo zouden de stoffen in de pepers aan de ene kant prostaatkanker helpen tegen te gaan, maar bij overmatig gebruik juist weer slokdarmkanker kunnen veroorzaken.
Volgens sommige studies zou het eten van kimchi ook een positieve werking hebben op het tegengaan van overgewicht.

## Trivia
- Het Zuid-Koreaanse ruimtevaartonderzoeksinstituut (South Korean Korea Aerospace Research Institute (KARI)) stuurde in 2008 de eerste Koreaan de ruimte in aan boord van de Russische Sojoez-ruimtecapsule. KARI heeft een speciale kimchi-soort ontwikkeld die in de ruimte gegeten kan worden. De kimchi is zo gemaakt dat andere ruimtevaarders zich niet storen aan de geur van het gerecht.

- Wanneer Koreanen op de foto gaan, zeggen ze vaak "kimchi", net zoals in het Engels wel de term "cheese" wordt gebruikt.